# 乌芽竹
乌芽竹（学名：Phyllostachys atrovaginata）为禾本科刚竹属下的一个种。